# Аристон (военачальник)
Аристо́н (др.-греч. Ἀριστόνους) — один из телохранителей-соматофилаков Александра Македонского, военачальник.
Аристон участвовал в походах Александра вместе со своим царём. Отличился во время штурма города маллов, когда получил тяжёлое ранение. После смерти Александра поддержал притязания на власть Пердикки. На службе у Пердикки участвовал в походе на Кипр, попал в плен к Антигону и был отпущен домой в Македонию. Впоследствии Аристон стал стратегом на службе у матери Александра Олимпиады. После поражения Олимпиады был убит по приказу её противника Кассандра.

## Биография
Арриан в одном месте сообщает, что Аристон родился в Пелле, а в другом — что был родом из Эордеи, области в Верхней Македонии, и называет имя его отца Писей. Данное несоответствие, по утверждению В. Хеккеля, может обозначать, что Аристон происходил из Эордеи, а вырос и жил при царском дворе в столице Македонии Пелле. По утверждению А. С. Шофмана, Аристон являлся выходцем из родовой македонской знати.
Аристон был одним из соматофилаков (телохранителей) Александра Македонского. По мнению В. Хеккеля, Аристон мог занимать должность царского телохранителя ещё у отца Александра Филиппа II. Плутарх описывает историю как телохранитель Александра Аристофан во время пира в Мараканде в 328 году до н. э. спрятал кинжал царя, когда тот, будучи пьяным, хотел убить своего друга и бывшего наставника Клита Чёрного. По мнению историков, Плутарх мог ошибочно изменить имя Аристона на Аристофана.
Аристон принимал участие в индийском походе Александра. Он был одним из триерархов, то есть командиром корабля, который перевозил войско через Гидасп. Согласно Квинту Курцию Руфу, Аристон чуть не погиб во время штурма города маллов. В какой-то момент Александр в пылу штурма схватил одну из лестниц и забрался на стену. Александр спрыгнул со стены в город и стал спиной к стене. В ходе последовавшего сражения царь был тяжело ранен. Аристон был одним из первых, кто пришёл на помощь Александру, однако при этом и он сам был ранен. Бой продолжался до тех пор, пока к ним на помощь не подоспели другие македоняне, которые уже думали, что их царь погиб. Эта история описана в тех или иных вариациях и у других античных авторов. Аристон был участником этого штурма лишь в изложении Курция Руфа.
В 324 году до н. э. в Сузах Аристон в числе других телохранителей Александра был удостоен золотого венка.
В 323 году до н. э. после смерти Александра Македонского перед войском встал вопрос о престолонаследии и выборе командующего войском. Процесс выбора нового правителя Македонской империи описан тремя античными историками — Диодором Сицилийским, Юстином и Квинтом Курцием Руфом. В изложении Курция Руфа Аристон поддержал Пердикку и выступил с речью: «Когда Александра спросили, кому он передаст царство, он сказал, что хочет, чтобы оно досталось наилучшему; сам же он признал за лучшего Пердикку, которому и передал перстень. Он был не один при умирающем, и царь, обведя всех глазами, выбрал из толпы друзей именно его, чтобы передать ему перстень. Следовательно, ему было угодно, чтобы высшая власть была передана Пердикке». В отличие от других военачальников Александра, которые поддержали Пердикку, Аристон после победы последнего не получил в управление какую-либо сатрапию.
В 321/320 году до н. э. Пердикка направил Аристона с флотом и войском в 800 наёмников и 500 всадников на Кипр, чтобы не допустить захват острова правителем Египта Птолемеем, однако это мероприятие оказалось безуспешным. Аристон попал в плен к Антигону, который отправил пленника домой. Правитель Македонии Антипатр разрешил Аристону жить обычной жизнью.
После смерти Антипатра в 319 году до н. э. в Македонии началась очередная смута. Аристон в этих условиях принял сторону Полиперхона, который объединился с Эвменом и остатками партии Пердикки. Историкам ничего не известно о роли Аристона на ранних этапах противостояния Полиперхона и сына Антипатра Кассандра. Согласно Диодору Сицилийскому, в 316 году до н. э. мать Александра и царица Эпира Олимпиада, которая приняла сторону Полиперхона, назначила Аристона стратегом своей армии.
Аристону было поручено охранять стратегически важный город Амфиполь и близлежащую равнину. На должности стратега на службе у Олимпиады Аристон разбил войско военачальника Кассандра Кратева. Однако к тому моменту война была проиграна. Вскоре Аристон получил приказ сдать Амфиполь и прекратил сопротивление. Хоть Кассандр и обещал Аристону сохранить жизнь, но после победы отдал приказ о его казни. По мнению И. Г. Дройзена, Кассандр «боялся … Аристона, который, будучи некогда отличён Александром, пользовался большим почётом среди македонян и, будучи вполне предан делу царского дома, мог создать сложности в достижении его планов и, несомненно, был готов на это». Согласно Диодору, казнь Аристона была осуществлена родичами Кратевы.